# Zeemanschap

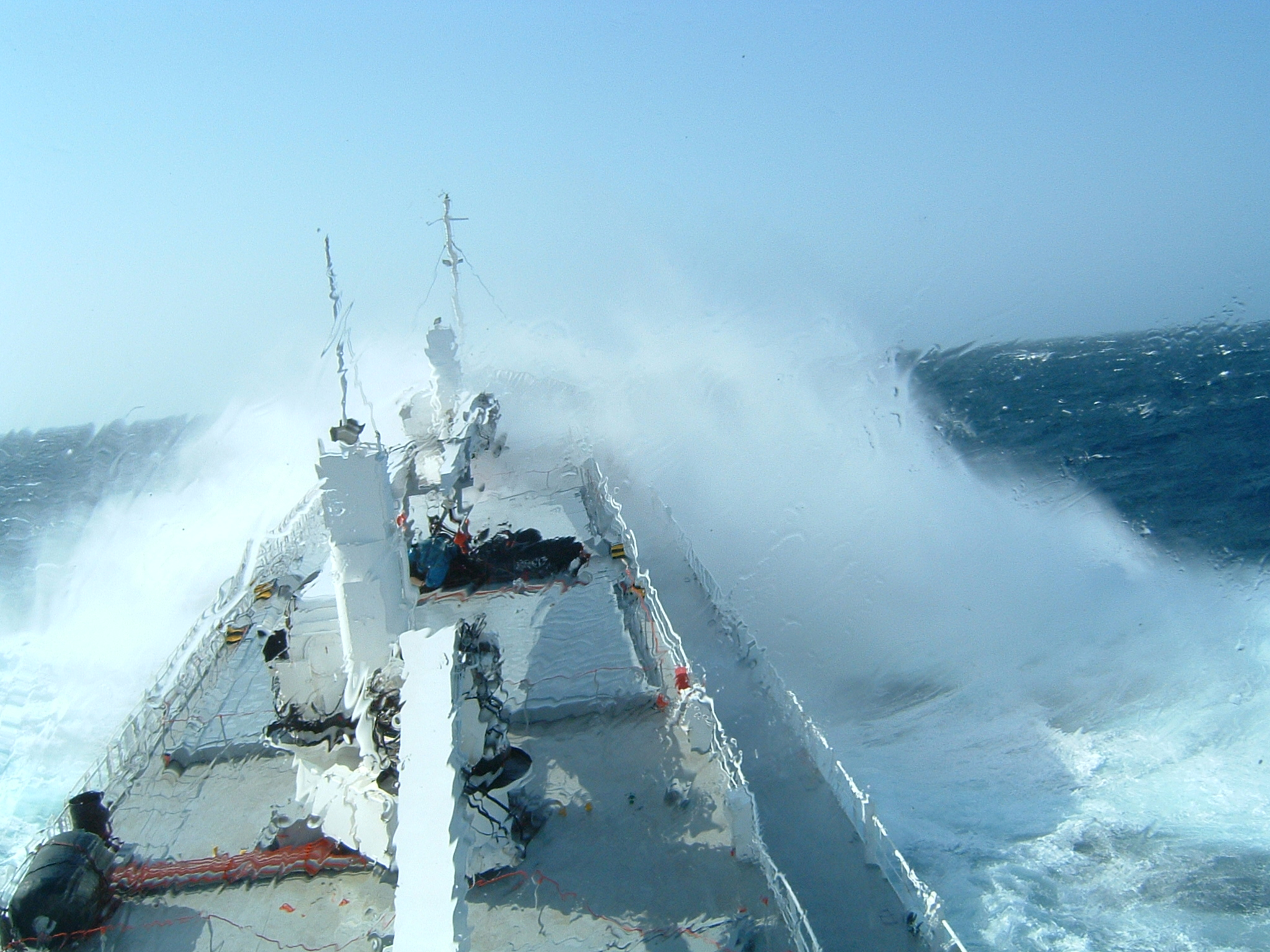
Het is goed zeemanschap om vaart te minderen tijdens zwaar weer.

Zeemanschap, ook wel praktische zeevaartkunde genoemd, is zeemansgebruik gebaseerd op ervaring, inzicht, kennis en kunde. Goed zeemanschap is een ruim begrip en omvat alle aspecten om op een veilige manier een schip te behandelen. Deze aspecten zijn onder andere navigatie, zwaar weer, assistentie van schepen in nood, schip verlaten, man overboord, manoeuvreren, slepen, meren, ankeren, belading, zeewaardig maken van het schip, onderhoud en bemanning.

## Regelgeving in Nederland
Het begrip zeemansgebruik wordt onder andere gebruikt in voorschrift 2 van de BvA, waarin wordt gesteld dat het naleven van de voorschriften niet de verplichting wegneemt om voorzorgsmaatregelen te nemen volgens gewoon zeemansgebruik. Het begrip wordt ook gebruikt in de binnenvaart. Artikel 1.04 van het BPR zegt dat de schipper bij het ontbreken van relevante voorschriften goed zeemanschap moet gebruiken om te voorkomen dat levens in gevaar komen, schade wordt veroorzaakt of de scheepvaart in gevaar wordt gebracht.
Het begrip is veranderd met de scheepvaart, vooral door de overgang van de zeilvaart naar de stoomvaart. Zo spreekt de Handleiding voor de praktische zeevaartkunde van Jacob Swart uit 1865 op p. 496 over:
Onder zeemanschap verstaan wij de kennis der zeeën, van de voornaamste en grootste zee-stroomen, banken, van eenige bijzonderheden der getijen, kustlichten, en eenige andere kunstmiddelen, die ten dienste der zeevaart hier en daar zijn en nog dagelijks worden daargesteld, als ook de kennis der algemeene natuurkunde der zee, waarover in dezen tijd zoo veel wordt gesproken, waarvan door sommigen met zeer veel ophef gewag wordt gemaakt, en die indordaad, als men met oordeel en onderscheiding te werk gaat, ook in zoo vele opzigten allerbelangrijkst kan medewerken tot beveiliging en bekorting der zeereizen.